# ストロングスビル (オハイオ州)
ストロングスビル（Strongsville）は、アメリカ合衆国オハイオ州のカヤホガ郡にある都市。人口は4万6491人（2020年）。クリーブランドの南西25キロメートルに位置している。

## 歴史
ヨーロッパ人の入植が始まったのは1816年である。地名は最初の入植者ジョン・S・ストロングに由来している。ストロング家の邸宅が現存している。
1853年、ニューヨーク州からロックフェラー家が移住した。この時14才のジョン・ロックフェラーは後にクリーブランドの事業で大成功を納め全米一の大富豪となった。1923年にストロングスビルは村として法人化した。

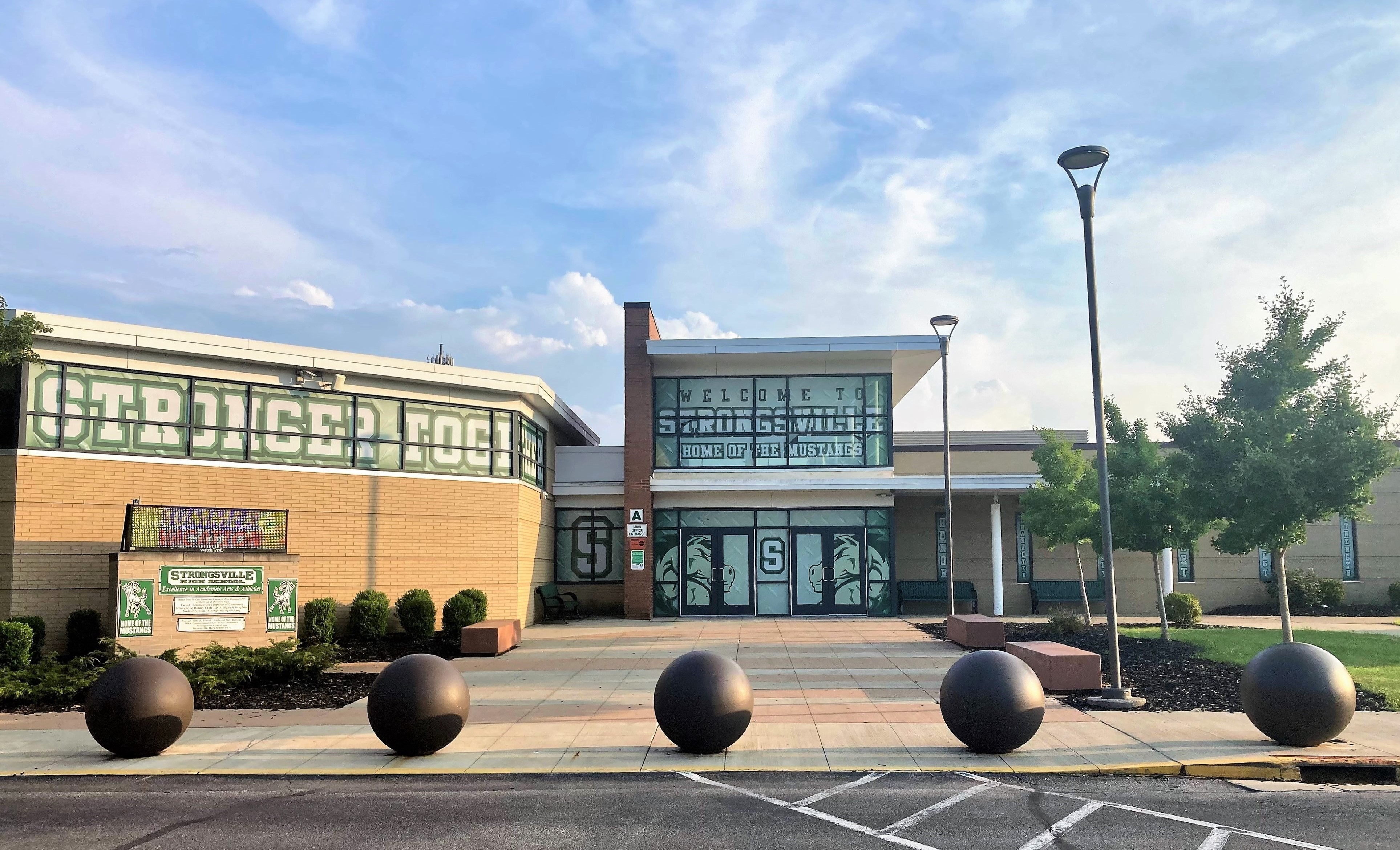
ストロングスビル高校

## 交通
市内に州間高速道路80号線と州間高速道路71号線のジャンクションがあり、道路交通の要衝になっている。

## 関係者
- アーロン・ホワイト：バスケットボール選手
- ジャッキー・ゲイダ：プロレスラー